# Kloster Jędrzejów
Kloster Jędrzejów (lateinisch Abbatia B.M.V. de Andreovia) ist eine der Gottesmutter und dem hl. Adalbert geweihte Zisterzienserabtei in Polen. Es liegt in der Stadt Jędrzejów in der Woiwodschaft Heiligkreuz (świętokrzyskie), 38 km südwestlich von Kielce.

## Geschichte
Das Kloster wurde 1140 durch Janik, den späteren Bischof von Breslau sowie Erzbischof von Gnesen, für Zisterzienser aus Morimond gegründet und 1149 besiedelt. Es war die 21. Tochter der Primarabtei Morimond. Von Jędrzejów wurden Kloster Szczyrzyc und Kloster Rauden (Rudy) gegründet. 1819 wurde das Kloster aufgehoben. 1865 bis 1875 lebten dort Franziskaner. 1945 kehrten die Zisterzienser zurück.

## Bauten und Anlage

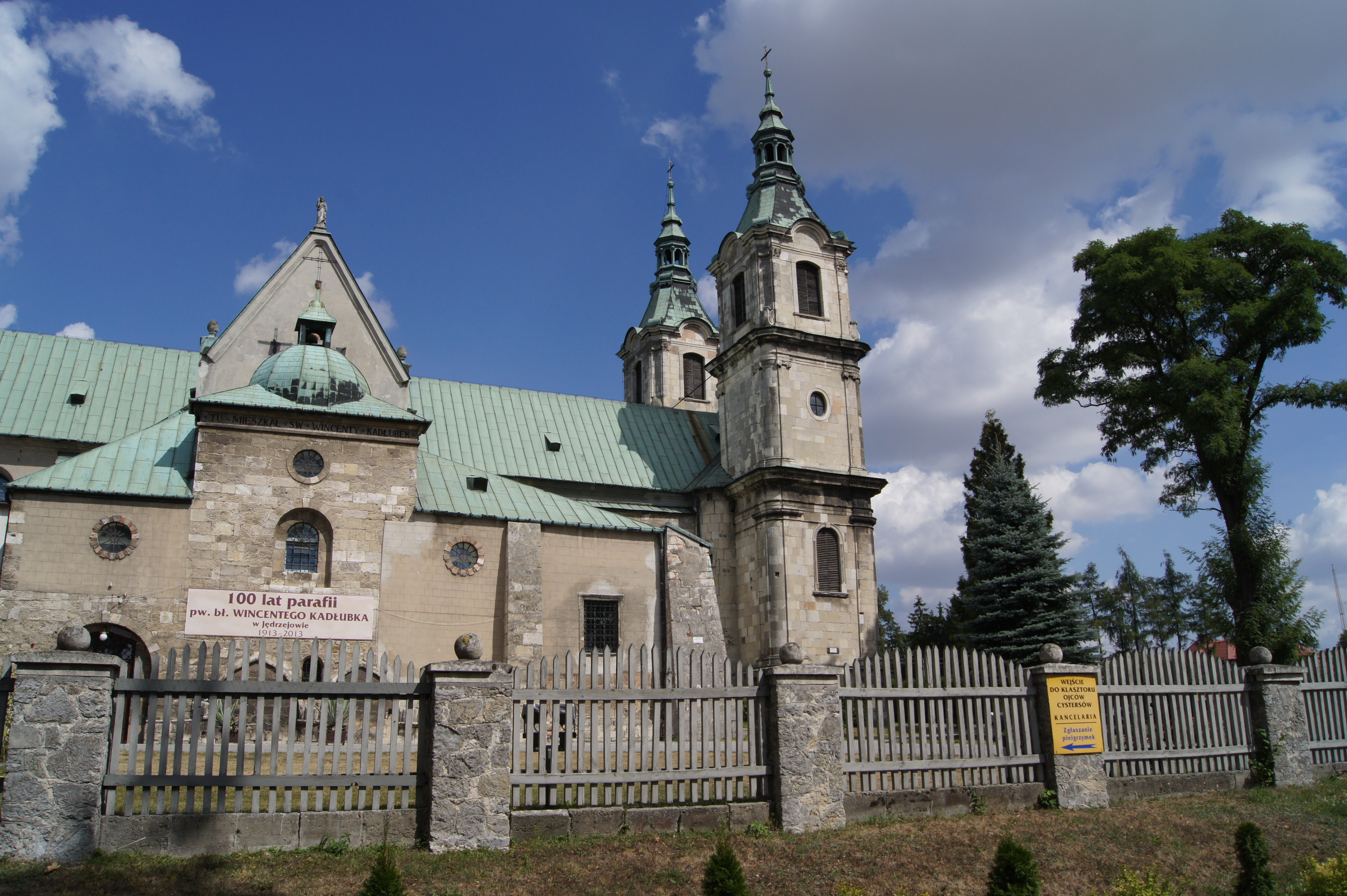
Die Klosterkirche

Die Kirche wurde unter Einbeziehung von Teilen einer romanischen Anlage in der Westwand im ersten Viertel des 13. Jahrhunderts errichtet. Sie ist eine Pfeilerbasilika mit vierjochigem Langhaus und Querschiff, an dessen Armen sich je zwei Seitenkapellen befinden (vgl. Kloster Sulejów). Sie wurde mehrfach verändert, so in der zweiten Hälfte des 15. Jahrhunderts sowie im Barock 1728 bis 1730, 1732 bis 1742 und 1751 bis 1754. Dabei wurden im Osten eine Blendfassade sowie Türme hinzugefügt. Gestühl, Kanzel, Orgel und Hochaltar stammen aus dem Spätbarock. Eine Seitenkapelle birgt die Reliquien von Wincenty Kadłubek. Die Klausur liegt rechts von der Kirche. Die Klostergebäude wurden Anfang des 20. Jahrhunderts teilweise abgetragen.

## Mönche
- Bernard Bogdanowicz (* um 1640 in Koprzywnica; † 23. November 1722 in Rom), geistlicher Autor